# Эосимия
Эосимия (лат. Eosimias) — вымерший род приматов семейства Eosimiidae (en:Eosimiidae) раннего эволюционного периода, известный из окаменелостей с территории Китая.
Известно три вида, найденных в Китае: Eosimias sinensis, Eosimias centennicus, и Eosimias dawsonae. Впервые останки представителя вида Eosimias sinensis были обнаружены в 1994 году в отложениях раннего эоцена возрастом 45 млн лет в провинции Цзянсу. Новый вид эосимиид Eosimias paukkaungensis был обнаружен в отложениях среднего эоцена формации Пондаунг в центральной Мьянме в начале 2000 годов.
Данный род считается одним из древнейших в группе обезьянообразных сухоносых приматов. Более древними по возрасту (54—55 млн лет) считаются останки архицебуса (провинция Хубей, Китай).